# 多萝西·麦基宾
多萝西·麦基宾（1897年12月12日—1985年12月17日），美国曼哈顿计划后勤人员，负责管理项目设在新墨西哥州圣菲的宫殿大道东109号（109 East Palace Avenue）办公室，而该办公室是项目员工前往洛斯阿拉莫斯实验室的中转站。多萝西通常是初来乍到者第一个接触的人，故被誉为“洛斯阿拉莫斯第一夫人”。随着圣菲办公室1963年关闭，多萝西也光荣退休。

## 早年经历

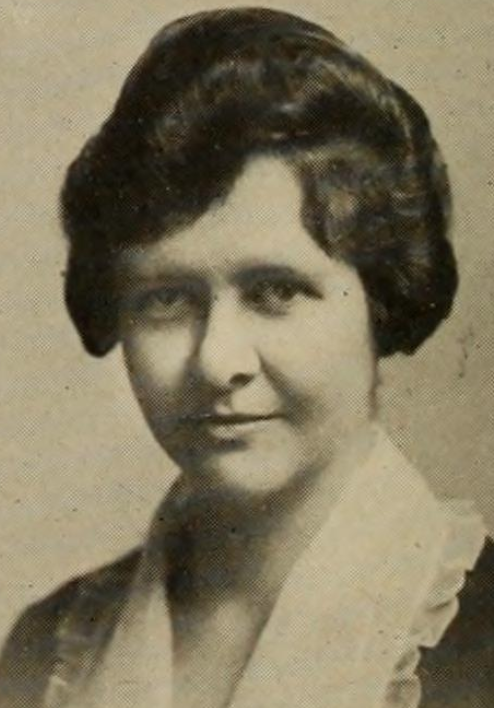
学生时期的多萝西·A·斯卡利特，出自史密斯学院1919年年鉴

多萝西·安·斯卡利特（Dorothy Ann Scarritt）1897年12月12日生于美国密苏里州堪薩斯城，是企业律师威廉·奇克·斯卡利特（William Chick Scarritt）与妻子法兰西丝·弗吉尼亚（Frances Virginia，本姓戴维斯（Davis））的女儿。夫妇俩一共有五个孩子，多萝西在家中排行老四，有两个名叫威廉·亨德里克斯（William Hendrix，化名比尔（Bill））和亚瑟·戴维斯（Arthur Davis，化名A.D.）的哥哥，一个叫法兰西丝的姐姐，一个叫弗吉尼亚的妹妹，其中妹妹于1907年去世。家人和好友常称呼多萝西迪克（Dink）。多萝西的父亲活跃于堪萨斯城政界及社会事务，曾于1896年到1897年担任警察總監，1922年担任公园专员委员会（Board of Park Commissioners）主席。
多萝西的家人非常重视教育，也因为如此，多萝西在堪萨斯城历史最为悠久的私立女子预科学校巴斯托学校就读，在校期间担任学校文学杂志编辑，参加戏剧小组，在学校篮球队担任前锋。1915年，多萝西预科毕业，进入了马萨诸塞州北安普敦的文理学院史密斯學院，这所学院在当时是美国最大的女子学院。多萝西最初考虑主修英语和历史，最终选择了历史。入学第一年，多萝西就当选班长。此后她加入了学校的基督教工作协会（Association for Christian Work）及社会学与时事社（Current Events Clubs），为一战中的战争难民筹集了2.5万美元的善款。多萝西喜欢打网球、游泳、远足及爬山，也加入了班级的篮球队，曾入选史密斯学院棒球队的最佳阵容。
1919年从史密斯学院毕业后，多萝西于1921年随父亲周游欧洲，随后前往阿拉斯加和加拿大西部，1923年抵达優勝美地國家公園。1923年9月，多萝西去明尼苏达州戴尔伍德找史密斯学院时期的朋友叙旧时，结识了后来的丈夫约瑟夫·钱伯斯·麦基宾（Joseph Chambers McKibbin）。1924年，她前往魁北克省、紐芬蘭與拉布拉多省、新斯科舍省和千岛群岛旅行，1925年随父亲前往古巴、巴拿马、秘鲁、智利和阿根廷。后来多萝西和约瑟夫正式订婚，可多萝西从1925年从南非回来后，被诊断出患有结核病，而她的姐姐法兰西丝1919年就是因为这个病去世。至此，多萝西决定撕毁婚约。

## 新墨西哥州时期
由于当时还没有治疗结核病的有效药物，患者只能被送去療養院，要么等待自愈，要么静候死亡。由于美国西南部阳光明媚、气候干燥，有利于患者康复，当地开设了许多疗养院。多萝西的家人选择了新墨西哥州圣菲附近的一家疗养院森蒙特（Sunmount）。这家疗养院与其说是医院，倒不如说是度假村。1925年11月，多萝西和母亲来到这家疗养院，结果发现要排队等候入院。经过一番游说，多萝西最终于1925年12月9日成功入院。没过多久，多萝西就爱上了新墨西哥州的风景及文化。1927年12月22日，入院一年的多萝西宣告痊愈，正式出院。
出院后的多萝西与约瑟夫重订婚约，最终于1927年10月5日在堪萨斯城家中喜结连理。婚后两人前往里约热内卢度蜜月，随后来到明尼苏达州圣保罗，那里是约瑟夫父亲皮草公司麦基宾、德里斯科尔与多尔西（McKibbin, Driscoll and Dorsey）的所在地。多萝西与约瑟夫的儿子凯文（Kevin）于1930年12月6日出生，但没多久约瑟夫就被诊断出患有霍奇金淋巴瘤，1931年10月27日去世。丈夫去世后，多萝西成为单亲母亲，回到了圣菲。她当掉了身上的所有财物，换了一辆福特A型車，载着儿子凯文于与小姑麦吉（Maggie）前往，最终花了将近一个月的时间，于1932年6月11日抵达。时值大萧条及黑色风暴事件双重影响，百姓就业困难。尽管如此，多萝西还是在西班牙印度贸易公司（Spanish and Indian Trading Company）找到簿記的工作，而这家公司从事的是手工艺品和艺术品的生意。公司老板诺曼·麦吉（Norman McGee）和吉姆·麦克米伦（Jim McMillan）将公司的日常运营全盘托付给了多萝西，每日支付50美分的薪水。
1935年5月，为了多点陪伴儿子凯文，多萝西辞去工作。此时多萝西的父亲在大萧条的影响下，几乎输掉了全副身家，但还是可以掏钱给女儿买房。多萝西没有买房，而是选择自己盖。1936年4月21日，她在森蒙特疗养院的不远处买了一幅1.5英畝（0.61公頃）土地，与在森蒙特认识的病友、飞行员凯瑟琳·斯廷森共同设计一套19世纪西班牙风格的农舍及牧场，再搭配从西印贸易公司购置的古董装饰，总共花费1万美元来买地盖房。施工的时候，多萝西的父亲时不时过来监工。
1937年，凯文被诊断出患有心内膜炎，而这种病极有可能会危及生命。由于这个病在当时没有治疗手段，只能躺床静养，凯文在1937至38学年都是躺在床上。1938年2月16日，多萝西的父亲因支气管肺炎去世，同年多萝西与母亲及姨妈娜娜（Nana）把凯文送到洛杉矶儿童医院。后来医生说凯文的病是误诊，实际上是扁桃體炎。扁桃体切除后，凯文也痊愈了，之后重新上学，多萝西则继续为老东家西印贸易公司打工。

## 曼哈顿计划
二战爆发后，西印公司的老板决定转向战争方面的生意，于1943年关闭了公司，多萝西因此失业。1943年3月，三位来自加州的神秘人物找到她，希望在圣菲建一个新的办公室。多萝西对其中一个人印象非常深刻，后来更这样写道：
|  | 我想和那个人打交道，那样简直太棒了，且不论他到底是谁。他是那种可能很快、很彻底地吸引你的人，我从来没见过这样的人。我不知道他在干什么，我想他是在挖一条壕沟去修路，那样的话我也喜欢。又或者他是在为杂志或其他东西招广告商，这样的话也不差。我只是想和这样一个光芒四射、充满活力的人结盟，一起做点事情。 |

多萝西所说的这个人，其实就是加利福尼亞大學柏克萊分校的教授、日后大名鼎鼎的“原子弹之父”罗伯特·奥本海默。当时奥本海默正在筹建一个秘密的实验室，用于在战时建造核武器，而这个项目就是曼哈顿计划。到1943年3月27日，位于宫殿大道东（East Palace Avenue）109号的曼哈顿计划圣菲办公室正式启用，多萝西成为办公室第一位正式员工。新建的办公室一共只有五个房间，每个房间都故意建得很小，这样冬天用小壁炉生火取暖的时候，热气很容易传导到整个房间。而办公室员工除了多萝西，还有负责住房事务的乔·斯蒂芬森（Joe Stephenson）、担任业务经理的加州大学审计长杜安·蒙西（Duane Muncy）、主管科研用品的哥伦比亚大学化学系教授达娜·米切尔（Dana Mitchell）、统领全局的奥本海默，以及奥本海默的秘书普里西拉·格林。后来愛德華·康登带着秘书伊莎贝尔·贝米斯（Isabel Bemis）从伯克利抵达，大家必须挤在一起。格林自掏腰包，在圣菲当地买了一台打字机。当时多萝西的月薪是150美元，这笔工资最初由斯蒂芬森用零用钱支付。没多久，多萝西就成为了加州大学的雇员。

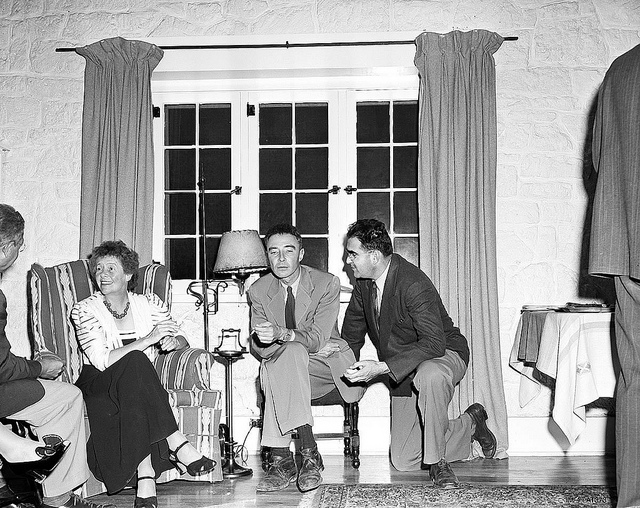
伊西多·拉比、多萝西·麦基宾、罗伯特·奥本海默与维克托·魏斯科普夫在洛斯阿拉莫斯的奥本海默家中合影，摄于1944年

一开始，多萝西不知道自己会被分配什么样的工作，而她的职责会随时间不断转变。多萝西后来担任奥本海默在圣菲的副手，负责管理住房办公室，而这个办公室不过是一个幌子，目的是掩盖离此地35英里（56）远的在建绝密实验室，而这个实验室就是日后的洛斯阿拉莫斯实验室，只不过这个名字从未出现在圣菲，一般只称之为“山丘”（the Hill）。多萝西开始和实验室的人士熟悉起来，与诗人兼作家佩吉·庞德·彻奇（Peggy Pond Church）结识，而彻奇是洛斯阿拉莫斯牧场学校创办人阿什莉·庞德（Ashley Pond）的女儿。多萝西负责接待初来乍到的人，向他们批出通行证，否则他们无法通过门卫那一关。也因为如此，多萝西被誉为“洛斯阿拉莫斯的看门人”、“洛斯阿拉莫斯的第一夫人”。为保密起见，每天晚上下班前，多萝西都要把白天用过的每一张纸烧掉。
一天24小时，多萝西都随时待命，而奥本海默经常半夜给她打电话。她的家也经常挤满了客人，正如她后来所回忆的：
|  | 从来就没有沉闷的时候。办公室简直成了疯人院，一团糟。虽然我们一个礼拜上六天班，但即便如此，我还是等不及早上去上班。办公室总会有需要关注的人，他们有的饥肠辘辘，有的精疲力尽，有的行事匆忙。 |

到了1943年5月，实验室接上了电话线，各个实验设施也初具规模，奥本海默和他的手下终于可以搬进去。奥本海默想过给多萝西在实验室安排一个工作，但被她婉拒了，说要留在圣菲，继续打理办公室。和之前一样，多萝西的工作非常繁杂，既要看护儿童和宠物，也要保管公文箱及机密文件。她是洛斯阿拉莫斯居民的百事通，每当大家需要养小狗，要给奥本海默的圣诞节晚宴找一只鹅，或者需要找一位医生做引产手术的时候，大家都会去找她。据作家劳拉·费米回忆：
|  | 多萝西·麦基宾的周围满是将要由卡车运往基地的大箱子和板条箱，以及女性为了给包包腾出购物空间而扔再地上的小包裹，而她依然可以做到处乱不惊。女人们带给她的既有难题，也有支票。她非常喜欢收支票，这样就可以去银行兑换现金，从而顺畅地解决难题。没错，她知道如何给男孩们建营地，她可以推荐一些味道不错的餐厅，可以在傍晚时分安排游览基地的旅程。她还可以在阿尔伯克基订一间不错的酒店，甚至有女卫生间的钥匙。 |

多萝西的家也是洛斯阿拉莫斯人结婚的必选场地。1943年9月5日，在多萝西聘请的当地法官的见证下，格林与化学家罗伯特·达菲尔德（Robert Duffield）喜结连理。出于项目的安全考虑，这位法官不能了解夫妇二人的姓氏。此后喜事连连，三个礼拜后，大家再次齐聚多萝西的家，见证格林的伴娘玛乔丽·霍尔（Marjorie Hall）与物理学家休·布拉德纳的婚礼。大约有30场婚礼在多萝西的家举行，当中包括奥本海默的儿子彼得（Peter）的婚礼。
1944年5月，奥本海默又把另一项任务交给了多萝西。当时实验室的人员迅速扩张，新建的宿舍还没有完工，又有80个人计划在夏天抵达基地。随着军方接管了班德利尔国家保护区的菜豆峡谷旅馆，多萝西需要把旅馆打点好，以便接受新人。多萝西虽然没有经营酒店的经验，但还是把圣菲办公室六个礼拜的工作交给助理处理，自己则于1944年6月入住旅馆。在军方及她带来的女性的帮助下，仅用了五天时间，旅馆就已经打点好。最终原定的80人最终没有来到，多萝西把旅馆改成度假村，共实验室的科学家使用。或许多萝西接受过的最不寻常的工作，就是监测天空有没有日军侦查热气球的迹象。
1945年7月15日，有两个人来到办公室，邀请多萝西晚上和他们一起去阿尔伯克基附近的桑迪亚峰野餐。次日凌晨5点30分，多萝西见证了天空被强烈的光芒所照亮，而这就是人类首次核爆炸三位一体试验的壮观景象。

## 晚年生活
1945年8月，战争正式结束，外界纷纷推测洛斯阿拉莫斯实验室会不会保留下来，更不用说圣菲办公室了。此时的多萝西开始安排人员撤离工作。1945年10月16日奥本海默离开的时候，没人比她更悲伤了。后来诺里斯·布拉德伯里同意接任奥本海默的工作半年，结果一待就是25年，期间实验室和办公室保持开放，多萝西担任办公室负责人。

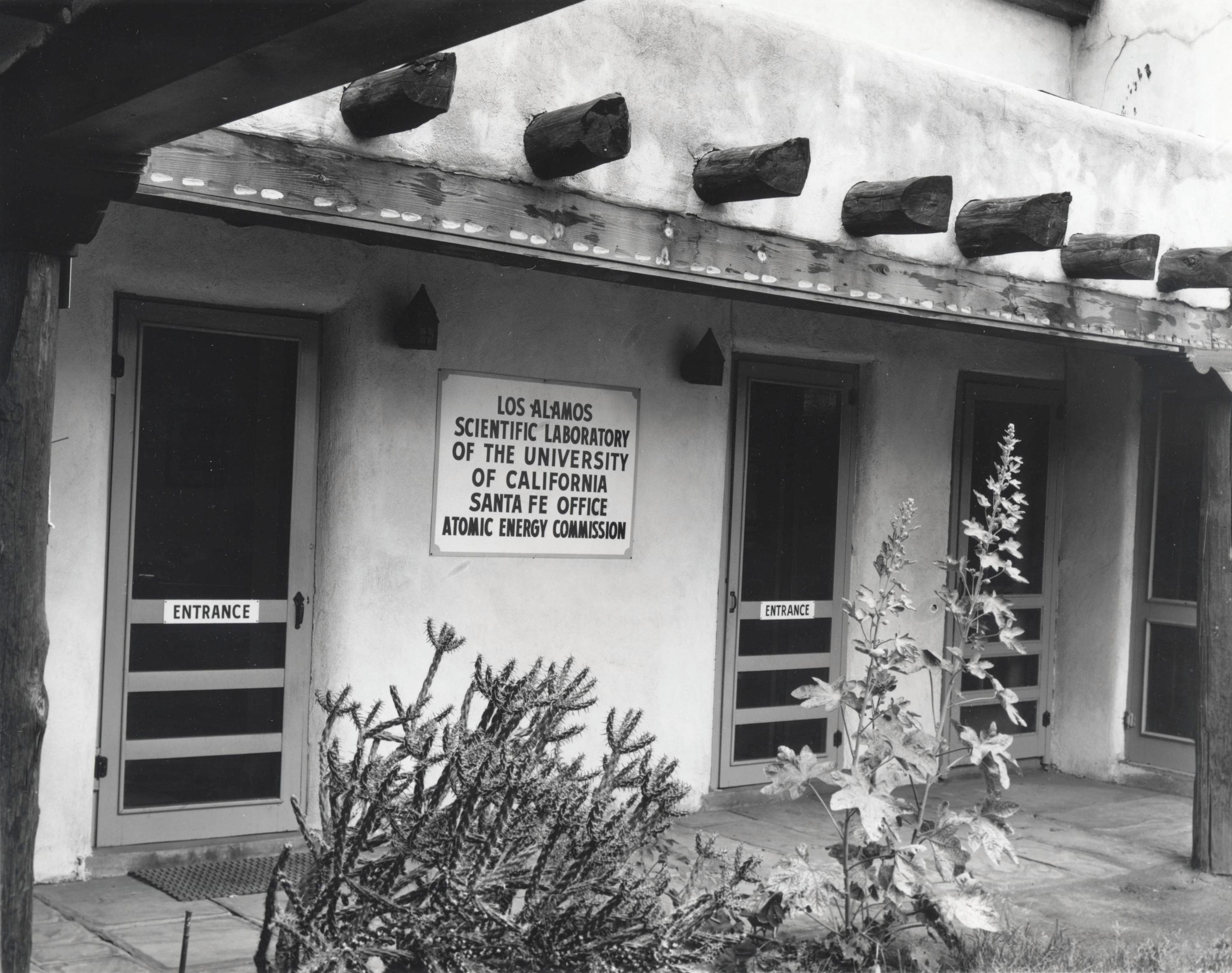
1950年代，圣菲办公室的入口

1949年6月7日，正在华盛顿特区参加史密斯学院同学会的多萝西来到国会，现场观看奥本海默在众议院非美活动调查委员会作证的景象。当时奥本海默的秘书安妮·威尔逊·马克斯（Anne Wilson Marks）坐在他旁边，她接任了普里西拉·格林的工作，成为奥本海默在实验室的秘书。1950年5月，为美国政府提供共产党渗透情报的线人保罗·克劳奇的妻子西尔维娅（Sylvia）指控奥本海默1941年7月在伯克利的家中组织地下共产党员聚会。为了洗清奥本海默的罪名，多萝西做了大量调查，写了一份详细的记录，证明奥本海默当时在圣菲。1954年4月和5月，美国原子能委员会展开奥本海默安全问题听证会，最终撤销了奥本海默的安全许可证。后来在听证会上作证反对奥本海默的愛德華·泰勒来到基地，多萝西没给他好脸色看。
随着圣菲办公室于1963年6月28日正式关闭，多萝西光荣退休。布拉德伯里举行了一个简短的仪式，为她颁发纪念牌匾。1963年，荣获原子能委员会恩里科·費米獎的奥本海默邀请多萝西到白宫出席招待会。多萝西本打算前往，但总统约翰·肯尼迪遇刺身亡的消息给活动蒙上一层阴影，再加上肯尼迪1962年12月7日视察基地的时候，曾经与多萝西见面，多萝西决定不参加。最终奥本海默从新任总统林登·约翰逊的手中接过奖。
踏入1950年代，多萝西的视力每况愈下，1952年接受了白内障手术，术后需要佩戴厚重的眼镜。1985年12月17日，多萝西在圣菲的家中去世，享年88岁。她死后葬在圣菲纪念花园（Santa Fe Memorial Gardens），洛斯阿拉莫斯历史博物馆的多萝西·麦基宾大厅（Dorothy McKibbin Hall）就是以她的名字命名，而大厅入口处，其实就是宫殿大道东109号办公室的大门。